# Aethopyga linaraborae
Aethopyga linaraborae е вид птица от семейство Nectariniidae. Видът е почти застрашен от изчезване.

## Разпространение
Видът е разпространен във Филипините.